# Pierre Mortier-Duparc
Pierre Mortier-Duparc est un homme politique français né le 8 septembre 1748 à La Suze-sur-Sarthe (Sarthe) et décédé le 24 avril 1834 au même lieu.

## Biographie
Avocat, Pierre Mortier-Duparc est officier municipal et est élu député de la Sarthe au Conseil des Cinq-Cents le 24 vendémiaire an IV. Sorti du conseil en 1797, il devient président du tribunal civil du Mans en 1800.

## Sources
- « Pierre Mortier-Duparc », dans Adolphe Robert et Gaston Cougny, Dictionnaire des parlementaires français, Edgar Bourloton, 1889-1891 [détail de l’édition]